# Денисов, Алексей Михайлович (архитектор)
Алексей Михайлович Денисов (род. 4 января 1957, Москва) — московский архитектор и реставратор, академик российской академии архитектурного наследия, член российского национального бюро ИКОМОС ЮНЕСКО.

## Биография
Алексей Михайлович Денисов работает в реставрации и новом строительстве более 30 лет. В 1978—1980 годах возглавлял строительно-реставрационный отряд Московского архитектурного института на реставрации стен и башен Московского Кремля и «Хлебного Дома» в комплексе ансамбля «Царицыно». Несколько лет (1977—1979) работал на реставрационных и археологических объектах византийского города «Царичин-Град» в Югославии (Сербия).
С 1980 года по 1999 год работал в управлении «Моспроект-2» и прошёл путь от архитектора до руководителя мастерской № 12 генпроектировщика по воссозданию Храма Христа Спасителя. За годы работы в «Моспроект-2» являлся автором более десятка реализованных проектов строительства гостиниц, жилых домов и офисных зданий в Москве. В частности, работал главным архитектором на реставрации доходного дома по ул. Сивцев Вражек, д. 43 (издательство «Радуга»), на реконструкции здания департамента строительства г. Москвы (Никитский переулок, д. 5). По приглашению польской реставрационной фирмыПКЗ принимал участие в восстановлении Королевского дворца в Варшаве.
С 1994 года по 1999 год возглавлял мастерскую № 12, специально созданную для проектирования комплекса «Храм Христа Спасителя» и объединившую усилия нескольких сотен архитекторов, искусствоведов, реставраторов, конструкторов и инженеров. Последовательно и принципиально отстаивал на всех уровнях принципы научной реставрации памятников истории и культуры.
С 1999 года по 2001 год работал главным архитектором научно проектной фирмы «Симаргл».
С 2001 года по 2007 год работал начальником АПМ № 12 ГУП ЦНРПМ (Министерство культуры Российской Федерации). Объекты, по которым научно-проектные работы возглавлял А. М. Денисов, являются хорошо известными в профессиональных кругах и среди широкой российской и международной общественности:
- Реставрация и реконструкция основного здания Большого театра России;
- Реставрация и реконструкция комплекса зданий Московской государственной консерватории им. Чайковского;
- Строительство Астраханского музыкального театра;
- Главный корпус института скорой помощи им. Склифосовского в Москве;
- Реконструкция и реставрация комплекса зданий Казанского государственного университета;
- Реставрация храма Рождества Богородицы (XIV век) в с. Городня Тверской области;
- Реставрация и реконструкция комплекса храмов и зданий Соборной горы в Смоленске;
- Регламенты и режимы застройки центральной части Смоленска;
- Проект нового здания Мариинского театра в Санкт-Петербурге и др.

А. М. Денисов ведёт активную научную и публичную деятельность, выступая на российских и международных конференциях, отстаивая и защищая памятники истории и культуры от сноса и трансформации в государственных и общественных организациях в России и за рубежом, принимая участие в подготовке и проведении российских и международных выставок по проблемам реставрации памятников. Избран академиком российской академии архитектурного наследия, членом российского национального бюро ИКОМОС ЮНЕСКО.

## Православная архитектура
По проектам, выполненным архитектором А. М. Денисовым, построены и строятся следующие храмовые комплексы:
- Комплекс Храма Христа Спасителя в Москве;
- Кафедральный собор и колокольня во имя Казанской иконы Божией Матери в г. Ставрополь;
- Храм-памятник во имя Георгия Победоносца в Московской области героям спецслужб ФСБ России погибшим в антитеррористических операциях[1];
- Часовня во имя Георгия Победоносца в комплексе подворья московского патриархата на Кипре;
- Комплекс храма во имя св. Патриарха Тихона в г. Мюнхен, Германия;
- Храм во имя Иконы Богоматери Курской Коренной в г. Ульм, Германия;
- Кафедральный собор во имя Александра Невского в г. Ровно, Украина;
- Храм во имя Николая Мир Ликийского Чудотворца в комплексе Тверского государственного университета;
- Успенский кафедральный собор в г. Ярославль[2];
- Успенский и Богоявленский соборы Костромского кремля[3].

## Театральная архитектура
- Астраханский государственный музыкальный театр, г. Астрахань;
- Государственный академический Большой театр России, г. Москва;
- Государственный академический Мариинский театр, г. Санкт-Петербург;
- Московская государственная консерватория имени П. И. Чайковского, г. Москва.

## Реставрационные работы
- Московский городской научно-исследовательский институт скорой помощи имени Н. В. Склифосовского;
- Церковь Рождества Богородицы в селе Городня, Тверская область.